# Strombosia maingayi
Strombosia maingayi là một loài thực vật có hoa trong họ Olacaceae. Loài này được (Mast.) Whitmore miêu tả khoa học đầu tiên năm 1973.